# Auweyida
Auweyida, Awiyeda ou Aweida (né en 1850 à Boe – mort en 1921 à Yaren) fut le dernier roi de Nauru, époux de la reine Eigamoiya.

## Biographie

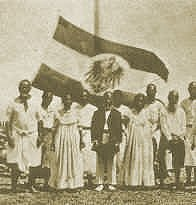
Cérémonie d'annexion de Nauru à l'Empire allemand en présence du roi Auweyida le 3 octobre 1888.

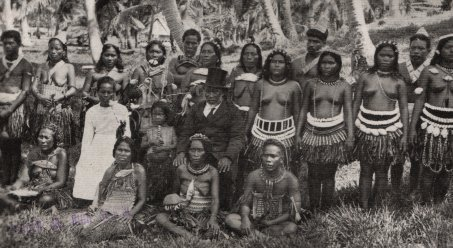
Le roi Auweyida (haut-de-forme), la reine Eigamoiya (robe blanche) et les sujets royaux vers 1890.

À Nauru, avant la colonisation, les rois édictent les lois que les douze chefs locaux appliquent dans leurs propres tribus. À l'annexion de Nauru par les Allemands en 1888, Auweyida, ancien chef de Boe et régnant depuis peu, conserve son titre afin de garantir l'unité des Nauruans qui viennent de sortir d'une guerre civile de dix ans. Lorsque les Britanniques récupèrent l'île en 1920 en vertu du traité de Versailles, Auweyida est dépossédé de son titre et meurt l'année suivante. Auweyida était marié à la reine consorte Eigamoiya.